# Ressons-le-Long

Ressons-le-Long este o comună în departamentul Ain, Franța. În 1 ianuarie 2022 avea o populație de 780 de locuitori.